# Le Pain des petits oiseaux
Pour plus de détails, voir Fiche technique et Distribution.
Le Pain des petits oiseaux est un court métrage muet français réalisé par Albert Capellani et sorti en 1911.

## Fiche technique
- Titre : Le Pain des petits oiseaux
- Réalisation : Albert Capellani
- Scénario : Georges Le Faure
- Photographie :
- Montage :
- Musique :
- Producteur :
- Société de production : Société cinématographique des auteurs et gens de lettres (S.C.A.G.L.)
- Société de distribution :  Pathé Frères
- Pays d'origine :  France
- Langue : film muet avec les intertitres en français
- Format : Noir et blanc — 35 mm — 1,33:1 —  Muet
- Genre : Comédie dramatique
- Métrage : 265 mètres
- Durée : 13 minutes
- Dates de sortie :
  -  France : 4 août 1911

## Distribution
- Edmond Duquesne : le charmeur
- Stacia Napierkowska : Ginette
- Paule Andral
- Lucien Callamand
- Jacques Faivre
- Paul Fromet
- Gaston Sainrat
- Théophile Baillon dit Barral
- Fernand Tauffenberger
- Maurice Luguet
- Émile André
- Yvonne Mario
- Gabrielle Chalon
- Pauline Patry
- Angèle Lérida
- Tauffenberger fils
- Candieux
- Anthonin
- Fred
- Nicolaï
- Grégoire
- Desgrez
- Cambey
- Gommet
- Polthy
- Georgine
- Raymonde
- Madame Yvral
- Madame Cassagne
- Madame Hervyl